# 2 septembre en sport
2 août 2 octobre
Chronologies thématiques
- Croisades
- Ferroviaires
- Disney

Le 2 septembre est le 245e jour de l'année (246e en cas d'année bissextile) du calendrier grégorien.

## Événements

### XIXesiècle
- 1880

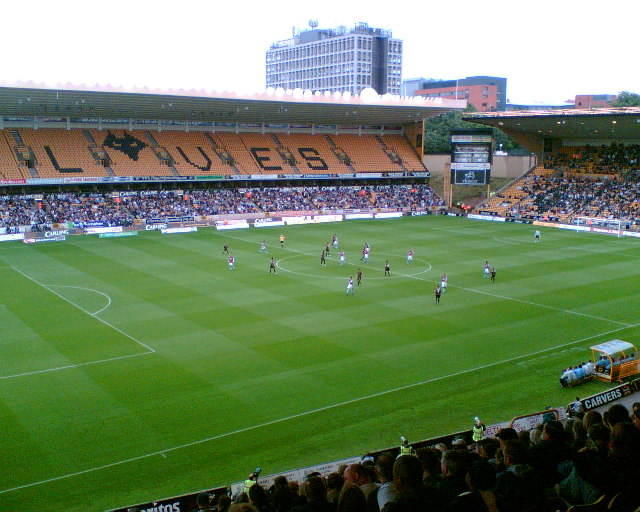
Molineux Stadium

  - (Baseball) : premier match de baseball disputé en nocturne (Nantasket Beach, États-Unis).
- 1882 :
  - (Tennis /Grand Chelem) : dans la 2e édition de l'US Open, victoire de l'Américain Richard Sears qui s'impose face à son compatriote Clarence Clark sur le score de 6-1, 6-4, 6-0. Le double messieurs est remporté par la paire Richard Sears et James Dwight contre Crawford Nightingale et George Smith sur le score 6-2, 6-4, 6-4.
- 1889 :
  - (Football) : inauguration du stade de Wolverhampton Wanderers FC : Molineux Stadium. Devant 3 900 spectateurs, Wolves affronte Aston Villa en match amical.
- 1893 :
  - (Football) : le club londonien de Woolwich Arsenal fait ses débuts en Division 2 de la Football League ; c’est un match nul 2-2 à domicile face à Newcastle UFC. Arsenal est le premier club du Sud du pays à rejoindre ce championnat lancé par les clubs du Nord et du Centre du royaume.
- 1899 :
  - (Football) : inauguration à Sheffield (Angleterre) du stade de Hillsborough, antre de Sheffield Wednesday FC

### XXesièclede1901à1950
- 1909 :
  - (Football) : inauguration du stade de Carlisle United FC, Brunton Park, à l'occasion d'un match amical face à la réserve de Newcastle UFC.
- 1920 :
  - (Football) : à Anvers, l'équipe de Belgique remporte le tournoi olympique en s'imposant 2-0 face l'équipe de Tchécoslovaquie. L'équipe de France refuse de poursuivre le tournoi olympique. Le tournoi de consolation attribuant les médailles d'argent et de bronze sera finalement commencé puis abandonné.

### XXesièclede1951à2000
- 1956 :
  - (Formule 1) : Grand Prix automobile d'Italie.
- 1972 :
  - (Athlétisme) : à Munich, l'Allemande de l'Est Renate Stecher porte le record du monde féminin du 100 mètres à 11,07 s. Ce record tiendra près de quatre ans.
  - (Hockey sur glace) : premier des huit matchs de la Série du siècle entre le Canada et l'URSS.
- 1992 :
  - (Échecs) : le champion des échecs Bobby Fischer bat de nouveau Boris Spassky.

### XXIesiècle
- 2001 :
  - (Formule 1) : Grand Prix automobile de Belgique.
- 2015 :
  - (Cyclisme sur route /Tour d'Espagne) : l'espagnol Mikel Landa s'impose dans l'étape du jour et l'italien Fabio Aru prend le maillot rouge.
- 2016 :
  - (Cyclisme sur route /Tour d'Espagne) : sur la 13e étape du Tour d'Espagne 2016, victoire de l'italien Valerio Conti et le colombien Nairo Quintana conserve le maillot de leader.
- 2017 :
  - (Boxe /Championnats du monde amateur) : aux Championnats du monde de boxe amateur qui se déroulent à Hambourg en Allemagne, le français Sofiane Oumiha, en -60 kg s'impose face au cubain Lázaro Álvarez[1].
  - (Cyclisme sur route /Tour d'Espagne) : sur la 14e étape du Tour d'Espagne 2017, qui relie Écija à Sierra de la Pandera sur une distance de 175 kilomètres, victoire du polonais Rafał Majka. Le britannique Christopher Froome conserve le maillot rouge.
  - (Judo /Mondiaux) : sur la 6e journée des championnats du monde de judo, chez les dames, en +78 kg, victoire de la chinoise Yu Song. Chez les hommes, en - 100 kg, victoire du japonais Aaron Wolf et en +100 kg, victoire du français Teddy Riner dont c'est le 9e titre de champion du monde.
- 2018 :
  - (Compétition automobile /Formule 1) : sur le Grand Prix automobile d'Italie qui se déroule sur le circuit de Monza,victoire du Britannique Lewis Hamilton qui devance les finlandais Kimi Räikkönen et Valtteri Bottas. Il conforte la sa première place au classement général.
  - (Cyclisme sur route /Tour d'Espagne) : sur la 9e étape du Tour d'Espagne qui relie Talavera de la Reina et Sierra de Béjar-La Covatilla, sur un parcours de 195 kilomètres, victoire de l'américain Benjamin King. C'est le britannique Simon Yates qui s'empare du maillot rouge.
- 2020 :
  - (Cyclisme sur route /Tour de France) : sur la 5e étape du Tour de France qui se déroule entre Gap et Privas, sur une distance de 183 kilomètres, victoire du belge Wout van Aert au sprint. Le britannique Adam Yates prend le Maillot jaune car le français Julian Alaphilippe écope d'une pénalité de 20 secondes pour un ravitaillement interdit dans les 20 derniers kilomètres[2], ce qui le fait rétrograder à 16e place du classement général, à 16 secondes du nouveau leader.
- 2021 :
  - (Cyclisme sur route /Tour d'Espagne) : sur la 18e étape du Tour d'Espagne qui se déroule entre Salas et l'Alto del Gamoniteiro (commune de Riosa), sur une distance de 162,6 km, victoire du colombien Miguel Ángel López. Le slovène Primož Roglič conserve le maillot rouge.
- 2023 :
  - (Cyclisme sur route /Tour d'Espagne) : sur la 8e étape du Tour d'Espagne qui se déroule entre Dénia et Xorret de Catí en Communauté valencienne sur une distance de 164,8 km, victoire du slovène Primož Roglič. L'Américain Sepp Kuss s'empare du maillot rouge.
- 2024 :
- (Jeux paralympiques d'été /Jeux de Paris) : 5e jour de compétition des Jeux paralympiques.

## Naissances

### XIXesiècle
- 1850 :
  - Albert Spalding, joueur de baseball puis homme d'affaires américain. Fondateur de l'entreprise Spalding. († 9 septembre 1919).
- 1881 :
  - Albert Dubly, footballeur français. († 23 décembre 1949).
- 1894 :
  - Walter Byron, hockeyeur sur glace canadien. Champion olympique aux Jeux d'Anvers 1920. († 22 décembre 1971).
- 1899 :
  - Hans Jacob Nielsen, boxeur danois.Champion olympique des -61,2 kg aux Jeux de paris 1924. († 6 février 1967).

### XXesièclede1901à1950
- 1901 :
  - Adolph Rupp, entraîneur de basket américain. († 10 décembre 1977).
- 1906 :
  - Émile Pladner, boxeur français. Champion du monde de boxe poids mouches du 2 mars au 18 avril 1929. († 15 mars 1980).
- 1913 :
  - Bill Shankly, footballeur puis entraîneur écossais. (5 sélections en équipe nationale). Vainqueur de la Coupe UEFA 1973. († 29 septembre 1981).
- 1916 :
  - René Bihel, footballeur puis entraîneur français. (6 sélections en équipe de France). († 8 septembre 1997).
- 1919 :
  - Lance Macklin, pilote de F1 et de courses d'endurance britannique. († 29 août 2002).
- 1925 :
  - Roger Colliot, footballeur français. († 27 juillet 2004).
- 1927 :
  - Milo Hamilton, commentateur sportif de baseball américain. († 17 septembre 2015).
- 1930 :
  - François Mahé, cycliste sur route français. († 31 mai 2015).
- 1937 :
  - Peter Ueberroth, Commissaire du baseball puis dirigeant sportif américain. Organisateur des Jeux olympiques d'été de 1984.
- 1941 :
  - John Thompson, basketteur puis entraîneur et consultant TV américain. († 31 août 2020).
- 1943 :
  - Glen Sather, hockeyeur sur glace puis entraîneur et dirigeant sportif. Champion du monde de hockey sur glace 1994. Président et directeur général des Rangers de New York.
- 1944 :
  - Orlando Martínez, boxeur cubain. Champion olympique des -54 kg aux Jeux de Munich 1972. († 22 septembre 2021).
  - Janet Simpson, athlète de sprint britannique. Médaillée de bronze du relais 4 × 100 m aux Jeux de Tokyo 1964. Champion d'Europe d'athlétisme du relais 4 × 400 m 1969. († 14 mars 2010).
- 1948 :
  - Nate Archibald, basketteur américain.
  - Terry Bradshaw, joueur de foot U.S. américain.
- 1950 :
  - Richard Milliken, joueur de rugby à XV irlandais. Vainqueur du Tournoi des Cinq Nations 1974. (14 sélections en équipe nationale).

### XXesièclede1951à2000
- 1952 :
  - Jimmy Connors, joueur de tennis américain. Vainqueur de l'Open d'Australie 1974, des Tournois de Wimbledon 1974 et 1982, de l'US Open de tennis 1974, 1976, 1978, 1982, 1983 puis des Masters 1977.
- 1953 :
  - Maurice Colclough, joueur de rugby à XV anglais. Vainqueur du Tournoi des Cinq Nations 1980. (25 sélections en équipe nationale). († 27 janvier 2006).
  - André Savard, hockeyeur sur glace puis entraîneur et dirigeant sportif canadien.
- 1955 :
  - Florenta Mihai, joueuse de tennis roumaine. († 14 octobre 2015).
- 1956 :
  - Federico Israel, basketteur philippin.
  - Mario Tremblay, hockeyeur sur glace puis entraîneur canadien.
- 1957 :
  - Ingrid Auerswald, athlète de sprint est-allemande puis allemande. Championne olympique du relais 4 × 100 m et médaillée de bronze du 100 m aux Jeux de Moscou 1980. Médaillée d'argent du relais 4 × 100 m aux Jeux de Séoul 1988. Championne du monde d'athlétisme du relais 4 × 100 m 1983. Championne d'Europe d'athlétisme du relais 4 × 100 m 1986.
  - Franck Cazalon, basketteur français. (16 sélections en équipe de France).
- 1958 :
  - Olivier Grouillard, pilote de F1 et de courses d'endurance français.
- 1960 :
  - Eric Dickerson, joueur de foot U.S. américain.
- 1961 :
  - Claude Puel, footballeur puis entraîneur français.
  - Carlos Valderrama, footballeur colombien. (111 sélections en équipe nationale).
- 1963 :
  - Gerard Gallant, hockeyeur sur glace puis entraîneur canadien.
  - Sam Mitchell, basketteur puis entraîneur américain.
  - Stanislav Tchertchessov, footballeur puis entraîneur soviétique et ensuite russe. (8 sélections avec l'Équipe d'Union soviétique, 2 avec la CEI et 39 avec celle de Russie). Sélectionneur de l'équipe de Russie depuis 2016.
- 1965 :
  - Lennox Lewis, boxeur canadien puis britannique. Champion olympique des super lourds pour le Canada aux Jeux de Séoul 1988. Champion du monde des poids lourds pour l’Angleterre à 6 reprises. Olivier Panis
- 1966 :

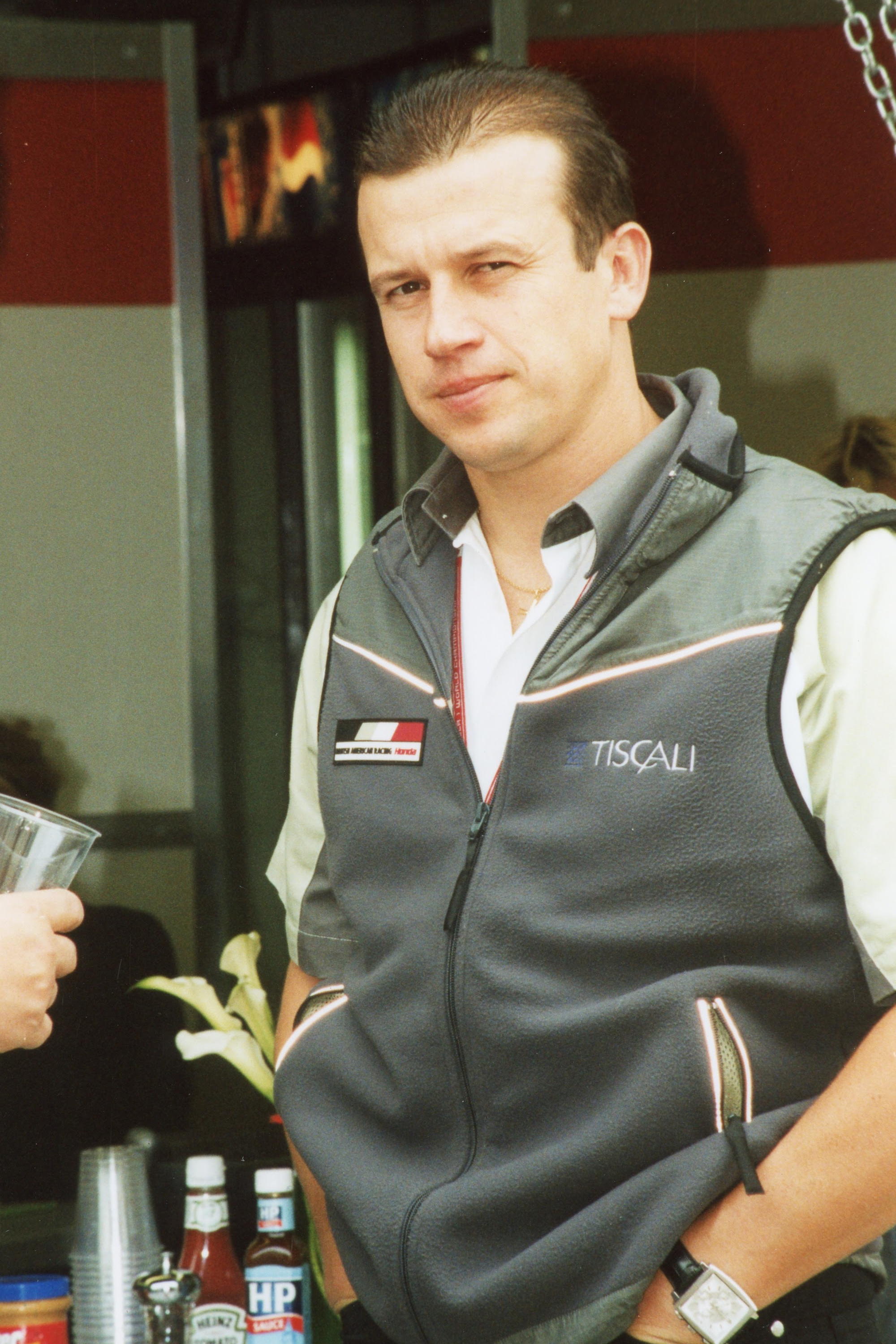
Olivier Panis

  - Massimo Cuttitta, joueur de rugby à XV italien. (69 sélections en équipe nationale) († 11 avril 2021).
  - Olivier Panis, pilote de F1 français. (1 victoire en Grand Prix).
- 1967 :
  - Andreas Möller, footballeur allemand. Champion du monde de football 1990. Champion d'Europe de football 1996. Vainqueur de la Coupe UEFA 1993 et de la Ligue des champions 1997. (85 sélections en équipe nationale).
  - Aline Sagols, handballeuse puis joueuse de rugby à XV français. Victorieuse des Tournois des Six Nations féminin 2002, 2004 et 2005. (40 sélections en équipe de France de handball et 50 sélections en équipe de France de rugby).
- 1969 :
  - Mikael Löfgren, biathlète suédois. Médaillé de bronze du 20 km et du relais 4 × 7,5 km aux Jeux d'Albertville 1992
  - Stéphane Matteau, hockeyeur sur glace puis entraîneur canadien.
- 1971 :
  - Kjetil André Aamodt, skieur alpin norvégien. Champion olympique du super-G et médaillé de bronze du géant aux Jeux d'Albertville 1992, médaillé d'argent de la descente et du combiné puis médaillé de bronze du super-G aux Jeux de Lillehammer 1994, champion olympique du super-G et du combiné aux Jeux de Salt Lake City 2002 puis champion olympique du super-G aux Jeux de Turin 2006. Champion du monde de ski alpin du géant et du slalom 1993 puis champion du monde de ski alpin du combiné 1997, 1999 et 2001.
  - Tommy Maddox, joueur de foot U.S. américain.
  - César Sánchez Domínguez, footballeur espagnol. Vainqueur de la Ligue des champions 2002. (1 sélection en équipe nationale).
  - Tom Steels, cycliste sur route belge. Vainqueur de Gand-Wevelgem 1996 et 1999.
- 1972 :
  - Mefin Davies, joueur de rugby à XV gallois. Vainqueur du Grand Chelem 2005. (39 sélections en équipe nationale).
  - Jermaine Guice, basketteur américain.
- 1973 :
  - Donald Boyce, basketteur puis entraîneur américain.
  - Savo Milošević, footballeur yougoslave puis serbe. (102 sélections nationales avec la République fédérale de Yougoslavie puis la Serbie-et-Monténégro puis la Serbie).
- 1975 :
  - Kim Dong-moon, joueur de badminton sud-coréen. Champion olympique du double mixte aux Jeux d'Atlanta 1996, médaillé de bronze du double aux Jeux de Sydney 2000 puis champion olympique du double aux Jeux d'Athènes 2004.
- 1976 :
  - Aziz Zakari, athlète de sprint ghanéen. Champion d'Afrique d'athlétisme du 100 m, du 200 m et du relais 4 × 100 m 2000.
  - Denny Zardo, pilote de courses automobile d'endurance italien.
- 1977 :
  - Danie Coetzee, joueur de rugby à XV sud-africain. (14 sélections en équipe nationale).
  - Frédéric Kanouté, footballeur franco-malien. Vainqueur de la Coupe UEFA 2006 et 2007. (39 sélections avec l'Équipe du Mali).
- 1980 :
  - Dany Sabourin, hockeyeur sur glace canadien.
- 1982 :
  - Johannes Bitter, handballeur allemand. Champion du monde de handball masculin 2007. Vainqueur de la Coupe EHF 2007 puis la Ligue des champions 2013. (144 sélections en équipe nationale).
  - Jason Hammel, joueur de baseball américain.
  - Zoran Planinić, basketteur croate. Vainqueur de l'EuroCoupe 2012. (45 sélections en équipe nationale).
- 1983 :
  - Ginnie Crawford, athlète de haies américaine.
- 1985 :
  - Katsiaryna Snytsina, basketteuse biélorusse. (71 sélections en équipe nationale).
- 1986 :
  - Gelson Fernandes, footballeur suisse. (67 sélections en équipe nationale).
- 1987 :
  - Maxime Bussière, nageur français.
  - Scott Moir, patineur artistique de danse sur glace canadien. Champion olympique aux Jeux de Vancouver 2010 et aux Jeux de Pyeongchang 2018 puis médaillé d'argent aux Jeux de Sotchi 2014. Champion du monde de patinage artistique 2010, 2012 et 2017.
- 1988 :
  - Martina Boscoscuro, volleyeuse italienne.
  - Elmedin Kikanović, basketteur bosnien.
  - Javi Martínez, footballeur espagnol. Champion du monde de football 2010. Champion d'Europe de football 2012. Vainqueur des Ligue des champions 2013 et 2020. (18 sélections en équipe nationale).
  - Dimitrij Ovtcharov, pongiste allemand. Médaillé d'argent par équipes aux Jeux de Pékin 2008, médaillé de bronze du simple et par équipes aux Jeux de Londres 2012, de bronze par équipes aux Jeux de Rio 2016 puis médaillé d'argent par équipes et de bronze en individuel aux Jeux de Tokyo 2020. Champion d'Europe de tennis de table par équipes 2007, 2008, 2009, 2010 et 2011 puis champion d'Europe de tennis de table en simple et par équipes 2013 et champion d'Europe de tennis de table en simple 2015.
  - Ibrahim Šehić, footballeur bosnien. (34 sélections en équipe nationale).
- 1989 :
  - Markieff Morris, basketteur américain.
  - Alexandre Pato, footballeur brésilien. Médaillé de bronze aux Jeux de Pékin 2008 puis médaillé d'argent aux Jeux de Londres 2012. (27 sélections en équipe nationale).
- 1990 :
  - Carolina Arias, footballeuse colombienne. (42 sélections en équipe nationale).
  - Marcus Ericsson, pilote de Formule 1 suédois.
  - Charline Van Snick, judokate belge. Médaillée de bronze des -48 kg aux Jeux de Londres 2012. Championne d'Europe de judo des -48 kg 2015 et 2016.
- 1991 :
  - Davante Gardner, basketteur américain.
  - Natasha Howard, basketteuse américaine.
  - Mareks Mejeris, basketteur letton.
- 1992 :
  - Andile Dlamini, footballeuse sud-africaine. Championne d'Afrique des nations féminine de football 2022. (30 sélections en équipe nationale).
  - Jim Gottfridsson, handballeur suédois. Champion d'Europe masculin de handball 2022. Vainqueur de la Ligue des champions 2014 et la Ligue européenne 2024. (156 sélections en équipe nationale).
  - Damián Martínez, footballeur argentin. Champion du monde de football 2022. Vainqueur des Copa América 2021 et 2024. (45 sélections en équipe nationale).
- 1993 :
  - Deiver Machado, footballeur colombien.(11 sélections en équipe nationale).
- 1994 :
  - Linda Dallmann, footballeuse allemande. (51 sélections en équipe nationale).
  - Javan Sebastian, joueur de rugby à XV gallois puis écossais. (10 sélections avec l'équipe d'Écosse).
- 1995 :
  - Aleksander Barkov, hockeyeur sur glace finlando-russe. Médaillé de bronze aux Jeux de Sotchi 2014.
  - Django Warmerdam, footballeur néerlandais.
- 1996 :
  - Santiago Arata, joueur de rugby à XV uruguayen. (49 sélections en équipe nationale).
- 1997 :
  - Mariélla Fasoúla, basketteuse grecque.
- 1998 :
  - Nickeil Alexander-Walker, basketteur canadien.
  - Teddy Baubigny, joueur de rugby à XV français. Vainqueur du Challenge européen 2023. (3 sélections en équipe de France.
- 1999 :
  - Erik Brännström, hockeyeur sur glace suédois.
  - Filip Kubala, footballeur tchèque.
  - Ella Toone, footballeuse anglaise. Championne d'Europe féminin de football 2022. (43 sélections en équipe nationale).
- 2000 :
  - Jasper Schendelaar, footballeur néerlandais.

### XXIesiècle
- 2001 :
  - Maciej Rosołek, footballeur polonais.
- 2002 :
  - Bradley Barcola, footballeur franco-togolais. (5 sélections avec l'équipe de France).
  - Jacob Ondrejka, footballeur suédois. (1 sélection en équipe nationale).
- 2004 :
  - Max Jorgensen, joueur de rugby à XV australien. (1 sélection en équipe nationale).

## Décès

### XIXesiècle
- 1899 :
  - Ernest Renshaw, 38 ans, joueur de tennis britannique. Vainqueur du Tournoi de Wimbledon 1888. (° 3 janvier 1861).

### XXesièclede1901à1950
- 1916 :
  - Marcel Burgun, 26 ans, joueur de rugby à XV français. (11 sélections en équipe de France). (° 30 janvier 1890).
- 1924 :
  - Dario Resta, 42 ans, pilote de courses automobile britanno-américain. Vainqueur des 500 miles d'Indianapolis 1916. (° 17 août 1884).
- 1937 :
  - Pierre de Coubertin, 74 ans, historien et pédagogue français. Rénovateur des Jeux olympiques de l'ère moderne. Fondateur et président du CIO de 1896 à 1925. (° 1er janvier 1863).
- 1946 :
  - George Robson, 37 ans, pilote de courses automobile canadien. Vainqueur des 500 miles d'Indianapolis 1946. (° 24 février 1909).
- 1950 :
  - Maurice Porra, 44 ans, joueur de rugby à XV puis à XIII et ensuite entraineur français. (1 sélection avec l'équipe de France de rugby à XV et 6 avec celle de rugby à XIII). (° 13 mai 1906).

### XXesièclede1951à2000
- 1952 :
  - Hans von Rosen, 64 ans, cavalier de dressage suédois. Champion olympique du dressage par équipes aux Jeux de Stockholm 1912 et médaillé de bronze du dressage individuel aux Jeux d'Anvers 1920. (° 8 août 1888).
- 1967 :
  - Vilho Tuulos, 72 ans, athlète de sauts finlandais. Champion olympique du triple-saut aux Jeux d'Anvers 1920, médaillé de bronze du triple-saut aux Jeux de Paris 1924 et aux Jeux d'Amsterdam 1928. (° 26 mars 1895).
- 1969 :
  - Willy Mairesse, 40 ans, pilote de F1 et d'endurance belge. († 1 octobre 1928).
- 1980 :
  - Claude Ménard, 73 ans, athlète de sauts en hauteur français. Médaillé de bronze aux Jeux d'Amsterdam 1928. (° 14 novembre 1906).
- 1983 :
  - Franz Platko, 84 ans, footballeur puis entraîneur hongrois. (7 sélections en équipe nationale). (° 2 décembre 1898).
- 1984 :
  - Eino Purje, 84 ans, athlète de demi-fond finlandais. Médaillé de bronze du 1 500 m aux Jeux d'Amsterdam 1928. (° 2 février 1900).
- 1985 :
  - Abe Lenstra, 64 ans, footballeur néerlandais. (47 sélections en équipe nationale). (° 27 novembre 1920).
- 1998 :
  - Jackie Blanchflower, 65 ans, footballeur nord-irlandais. (12 sélections en équipe nationale). (° 7 mars 1933).
- 1999 :
  - Roland Darracq, 66 ans, joueur de rugby à XV français. (1 sélection en équipe de France). (° 20 janvier 1933).

### XXIesiècle
- 2007 :
  - Max McNab, 83 ans, hockeyeur sur glace puis entraîneur canadien. (° 21 juin 1924).
- 2010 :
  - Jean-Michel Baron, 56 ans, pilote de moto-cross et d'enduro français. (° 12 février 1954)
  - Jackie Sinclair, 67 ans, footballeur écossais. Vainqueur de la Coupe des villes de foires 1969. (1 sélection en équipe nationale). (° 21 juillet 1943).
- 2011 :
  - François Maestroni, 92 ans, footballeur français. (° 20 janvier 1919).
- 2023 :
  - Salif Keita, 76 ans, footballeur malien. (28 sélections en équipe nationale). (° 6 décembre 1946).